# مور و ملخ

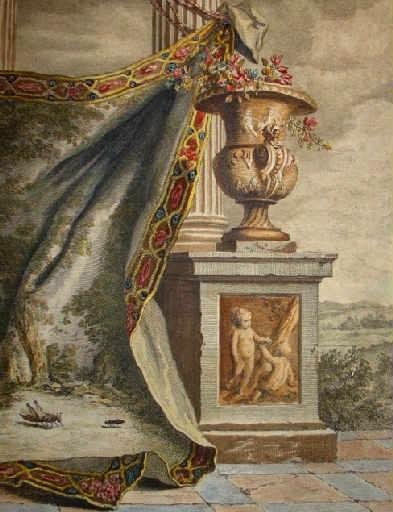
چاپ رنگی افسانه لافونتن اثر ژان باپتیست اودری ، c. 1750

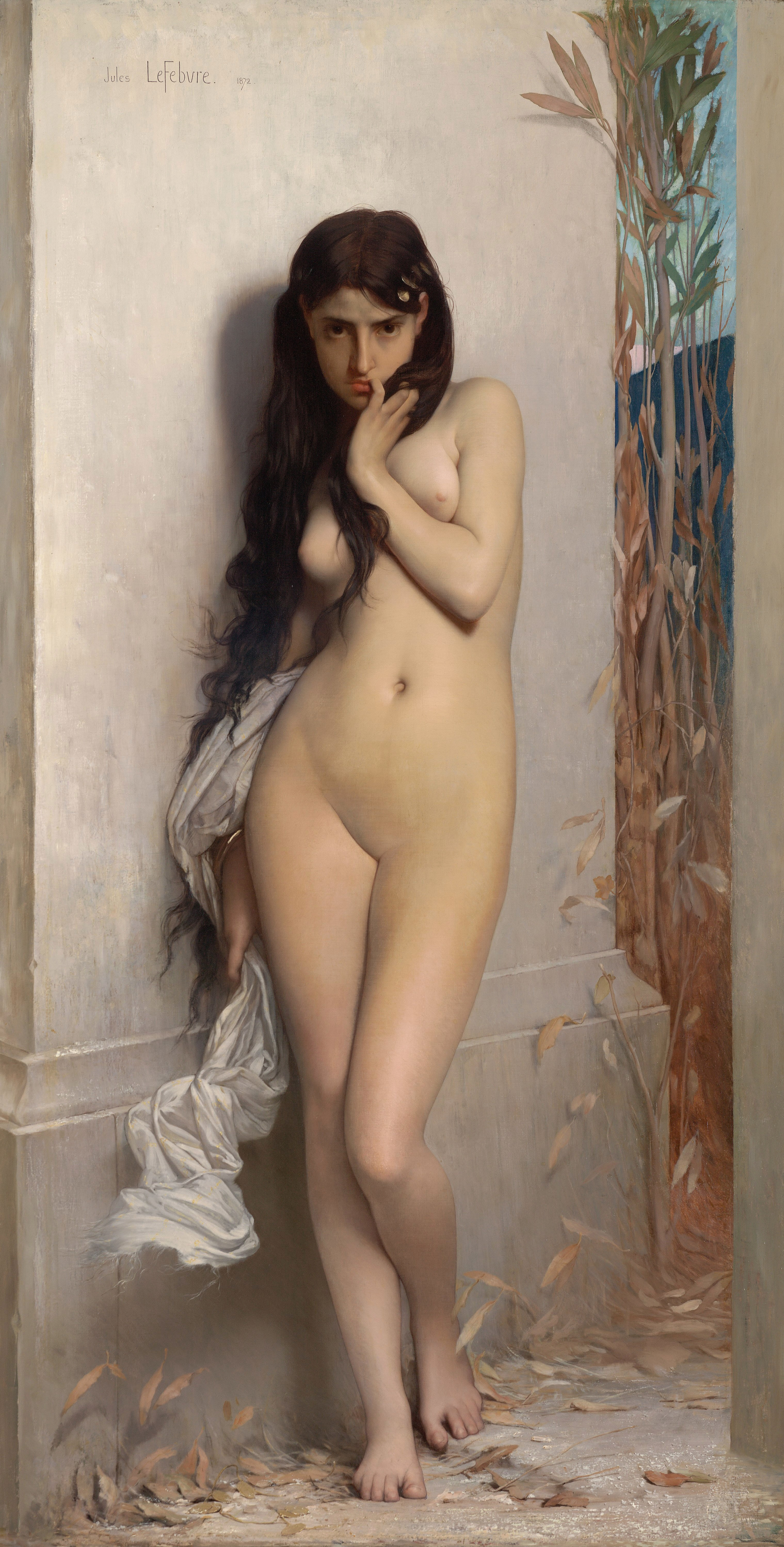
ژول-ژوزف لوفور ، ملخ (1872)، گالری ملی ویکتوریا ، استرالیا

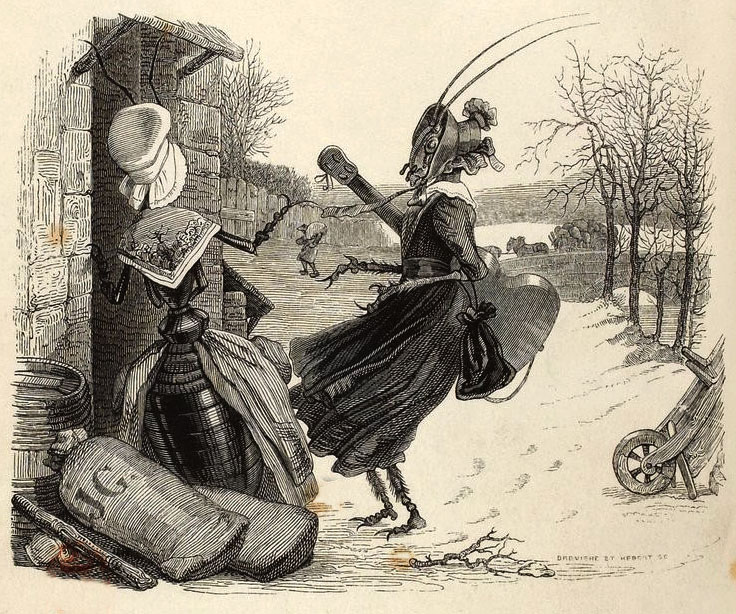
تصویرگری جی جی گراندویل ، یکی از بیش از 250 حکاکی روی چوب Fables de La Fontaine منتشر شده توسط Fournier et Perrotin، پاریس، 1838-1840

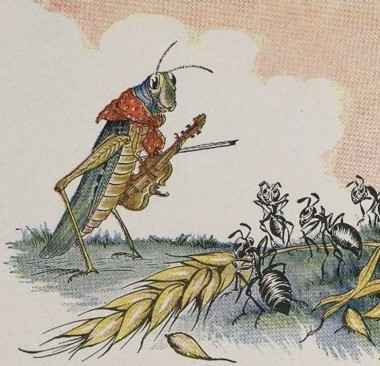
تصویرسازی 1919 از افسانه های ازوپ توسط میلو وینتر

مور و ملخ یا مورچه و ملخ یا مورچه ها یکی از افسانه های معروف ازوپ  است که در فهرست پری با شمارهٔ ۳۷۳ فهرست شده‌است. این افسانه به‌طور گسترده در ادبیات، هنر و موسیقی بازنویسی و تفسیر شده‌است و موضوع آن دربارهٔ کار، پیش‌بینی آینده و رفتار اجتماعی است.این افسانه توضیح می‌دهد که چگونه یک ملخ گرسنه از مورچه‌ای که زمستان می‌آید و از او رد می‌شود، غذا می‌خواهد. این وضعیت درس های اخلاقی را در مورد فضایل کار سخت و برنامه ریزی برای آینده خلاصه می کند.

## خلاصه داستان
در نسخهٔ اصلی یونانی، ملخ در واقع سیکادا است. ملخ تابستان خود را با آواز خواندن و رقص گذرانده‌است، در حالی‌که مور در همان زمان سخت کار کرده و برای زمستان آذوقه اندوخته‌است. با آمدن زمستان، ملخ که از گرسنگی رو به مرگ است، از مور غذا درخواست می‌کند. اما مور با سرزنش، از دادن غذا امتناع می‌کند و به ملخ می‌گوید: «حال که تابستان آواز خواندی، زمستان را نیز برقص!»

## آموزه اخلاقی
این داستان در قرون وسطی، دوره رنسانس و زمان حاضر به عنوان تمثیلی از فضیلت کار سخت، پرهیز از تنبلی و برنامه‌ریزی برای آینده در نظر گرفته شده‌است. بسیاری از نسخه‌ها آموزه‌ای مستقیم دارند، مانند: «روح تنبل، گرسنگی خواهد کشید» یا «امروز کار کن تا فردا غذا داشته باشی».
همچنین در کتاب امثال سلیمان، مور به عنوان نمونه‌ای از خرد و کار بی‌وقفه یاد شده‌است: «به سوی مور برو ای تنبل و راه‌هایش را ببین و دانا شو... که در تابستان آذوقه جمع می‌کند».

## بازنویسی‌ها و تفسیرهای معکوس
در طول زمان، هنرمندان، نویسندگان و اندیشمندان دیدگاه‌های گوناگونی در مورد این افسانه داشته‌اند. در برخی بازنویسی‌ها، مور به‌جای نماد خرد، به عنوان نمونه‌ای از خودخواهی و بی‌رحمی در نظر گرفته شده‌است.

### نسخه لا فونتن
ژان دو لا فونتن، شاعر فرانسوی، در قرن هفدهم میلادی این افسانه را بازسرایی کرد و در آن، قضاوت اخلاقی مشخصی ارائه نکرد. در نسخه او، مور با گفتن اینکه وام نمی‌دهد، از دادن غذا امتناع می‌کند. این بی‌رحمی سبب شد برخی لا فونتن را به تمسخر خودش — که انسانی بی‌برنامه بود — متهم کنند.

### نقاشی و مجسمه‌سازی
افسانه مور و ملخ الهام‌بخش بسیاری از هنرمندان بوده‌است. در قرن نوزدهم، هنرمندانی چون ژول لوفور، ادوار بیسون و ژان ژرژ ویبر با تصویرسازی از ملخ گرسنه و موری که پشت پنجره مشغول بافندگی است، ابعاد احساسی و اجتماعی داستان را نمایش دادند. در آثار برخی مانند ژاکوب لارنس، مور به عنوان موجودی بی‌رحم به تصویر کشیده شده که در را بر روی ملخ محتاج می‌بندد.

### در موسیقی
آثار موسیقی زیادی بر اساس این افسانه ساخته شده‌اند. از جمله:
اپرای «ملخ» اثر ژول ماسنه که ملخ را موجودی بخشنده ولی قربانی بی‌رحمی نشان می‌دهد.
قطعاتی از آهنگسازان فرانسوی همچون سن-سانس، گونو و آندره کاپله.
نسخه‌هایی در سبک کودکانه، از جمله اثر شاون آلن که در آن، مور و ملخ در پایان با هم دوست می‌شوند و با همکاری زمستان را می‌گذرانند.

## تفسیرهای سیاسی و اجتماعی
در قرن بیستم و بیست‌ویکم، افسانه به حوزه‌های سیاست و جامعه کشیده شد. در انیمیشن والت دیزنی، مورها در پایان ملخ را می‌پذیرند به شرطی که با موسیقی‌اش برایشان کار کند. برخی نسخه‌های امروزی با نگاهی انتقادی به جامعه مصرف‌گرا، مور را به دلیل بی‌رحمی مورد سرزنش قرار می‌دهند.
در برخی کشورها مانند مجارستان و مغولستان، تمثال‌هایی از مور و ملخ روی تمبرهای پستی نقش بسته‌اند تا مردم را به صرفه‌جویی یا پس‌انداز ترغیب کنند.

## نقد ادبی و فلسفی
در ادبیات، بسیاری از نویسندگان با نگاهی تازه به داستان نگریسته‌اند.

### در ادبیات فرانسه
ژوزف اوتران نسخه‌ای دارد که در آن مور با شنیدن آواز ملخ، غذای خود را با او تقسیم می‌کند.
ژان آنوی در «ملخ و مور» مور را خانه‌داری بیش‌ازحد خسته می‌داند که حتی در مرگ هم با خاک‌انداز دفن می‌شود.
فرانسوا ساگان مور را سرمایه‌داری تصویر می‌کند که به ملخ پیشنهاد سرمایه‌گذاری می‌دهد.

### در ادبیات انگلیسی
ویلیام سامرست موآم در داستانی طنزآمیز، برادر «ملخ‌گونه» را با ازدواج با زنی ثروتمند موفق‌تر از برادر «مورگونه» نشان می‌دهد.
جان آپدایک در «برادر ملخ» به این می‌پردازد که در نهایت، خاطرات خوش از ثروت مهم‌ترند.

### در ادبیات شرق اروپا
در روسیه، ایوان کریلف نسخه‌ای دارد که مشابه نسخه لا فونتن است. اما در نسخه‌ای دیگر از ایوان شمیتزر، مور با ملخ همدردی می‌کند و به او غذا می‌دهد.

## نتیجه‌گیری
افسانهٔ مور و ملخ، داستانی ساده با لایه‌های عمیق اخلاقی، اجتماعی، سیاسی و هنری است. از دیدگاهی، کار و برنامه‌ریزی را می‌ستاید، و از دیدگاهی دیگر، همدلی و انسان‌دوستی را تبلیغ می‌کند. به همین دلیل است که این افسانه پس از هزاران سال، همچنان الهام‌بخش تفسیرهای گوناگون در سراسر جهان باقی مانده‌است.

## مراجع
1. ↑  "The Ant and the Grasshopper". Wikipedia (به انگلیسی). 2025-02-06.
2. ↑  Ben Edwin Perry (1965). Babrius and Phaedrus. Loeb Classical Library. Cambridge, MA: Harvard University Press. pp. 487, no. 373. ISBN 0-674-99480-9.